# Tekken Card Tournament
Tekken Card Tournament (яп. 鉄拳カードトーナメント Тэккэн Ка:до То:намэнто) — файтинг, разработанный совместно Bandai Namco Entertainment и C4M Prod для мобильных операционных систем iOS и Android, а также для интернет-браузеров. Выход игры состоялся 4 апреля 2013 года.

## Персонажи
- Ёсимицу
- Кадзуя Мисима
- Лили
- Лин Сяоюй
- Маршалл Ло
- Нина Уильямс
- Панда
- Пол Феникс
- Хэйхати Мисима

## Разработка
Кацухиро Харада объявил в своём Твиттере в середине января 2013 года о том, что ведётся разработка новой игры серии Tekken. Он также заявил, что объявление не касается Tekken 7 или Tekken X Street Fighter. Позднее он объявил о Tekken Card Tournamnet в интернете. Разработчики заявили что игра будет выпущена в Азии, Северной Америке, Океании, Европе и Южной Америке. Создатели подтвердили, что также будет продаваться физической набор карт для использования их в игре. Каждая карта имеет QR-код, так что можно добавить карты в игру, или просматривать через смартфон или планшет трёхмерные модели персонажей. По состоянию на конец января было подтверждено, что будет выпущено по меньшей мере 190 уникальных карт для использования. Публичная бета-версия появилась в интернете в конце января, а также была анонсирована дата продаж карт — лето 2013 года.
Релиз игры в App Store, Google Market и на официальном сайте игры состоялся 4 апреля 2013 года.